# Strumieniówka
Strumieniówka (Locustella fluviatilis) – gatunek niewielkiego ptaka wędrownego z rodziny świerszczaków (Locustellidae). Nie jest zagrożony.

## Systematyka
Strumieniówka jest blisko spokrewniona z brzęczką. Ptaki z rodziny świerszczaków były wcześniej zaliczane do pokrzewkowatych (Sylviidae). Nie wyróżnia się podgatunków.

### Etymologia
Epitet gatunkowy fluviatilis pochodzi od łacińskiego słowa fluvius – rzeka, zaś nazwa rodzajowa Locustella od łacińskiej nazwy szarańczy (locusta).

## Występowanie
Strumieniówka zamieszkiwała pierwotnie środkowo-wschodnią i wschodnią Europę po Ural, oraz zachodnią Syberię. Północna granica sięga południowej Szwecji i południowej Finlandii, a południowa obszarów na północ od Morza Czarnego. W XX wieku odnotowano ekspansję na zachód i północny zachód, obecnie najdalej wysunięte na zachód stanowisko znajduje się w niemieckiej Hesji (północno-zachodnie Hessen). Przyloty w maju i odloty od sierpnia do września. Prowadzi wędrówki na duże odległości. Zimuje w południowej i wschodniej Afryce.
W Polsce rozpowszechniony na całym niżu, średnio liczny ptak lęgowy. W latach 2013–2018 liczebność strumieniówki szacowano na 32–51 tysięcy par lęgowych. Liczniej występuje na północnym wschodzie kraju i w dolinach rzecznych oraz na zalesionych obszarach bagiennych (tu, w dolinie Narwi i Biebrzy, notuje się najliczniejsze populacje). W górach areał dochodzi jedynie do 750 m n.p.m. Nieliczny ptak na zachodzie i południu kraju. Rozmieszczenie jest więc nierównomierne i zależy od obecności dogodnych siedlisk. Trudność w ocenie liczebności strumieniówki wynika z tego, że samce z par wyprowadzających potomstwo w okresie lęgowym śpiewają głównie nocami.

## Charakterystyka

### Wygląd zewnętrzny
Ptak o skromnym upierzeniu i wysmukłej sylwetce, wielkości wróbla. Nie występuje dymorfizm płciowy – obie płci ubarwione jednakowo, jedyna nieznaczna różnica to bardziej zielonkawy odcień upierzenia i wyraźniejsza brew u samców. Upierzenie wierzchu gładkie, bez kreskowania. Wierzch ciała, skrzydła i ogon jednolicie oliwkowobrązowe, głowa i grzbiet o szarobrunatnym odcieniu. Spód ciała matowobiały z wyjątkiem oliwkowych boków. Ogon stosunkowo długi i zaokrąglony. Wyjątkowo długie (sięgające prawie do końca ogona) pokrywy podogonowe, jasnobrązowe z białymi końcami piór, układającymi się w półksiężycowaty wzór. Mają charakterystycznie białe czubki piór (co odróżnia ją od innych podobnych gatunków). Podgardle i pierś wyraźnie brązowo plamkowane – rozmyte pionowe paski sięgają górnej części piersi. Sterówki mają różną długość – skrajne są najkrótsze, a środkowe najdłuższe (ogon ma nieco inny kształt niż u trzciniaka). Ogon jest stosunkowo długi i szeroki, a na końcu zaokrąglony. Dziób ciemnobrązowy z jasną nasadą, szydłowaty. Nogi cieliste. Młode podobne do dorosłych – nie mają oliwkowego zabarwienia, a paski na piersiach i podgardlu są słabo widoczne.
Wyglądem przypomina świerszczaka (u którego jednak wierzch jest kreskowany, a na piersi brak plamek) oraz brzęczkę (ale brzęczka ma bardziej brązowy wierzch i mniej wyraźne plamkowanie na piersi). Od podobnego trzcinniczka ma ciemniej brązowy wierzch ciała i brązowawą pierś. Często z nim mylona. Częściej słyszana niż widywana.

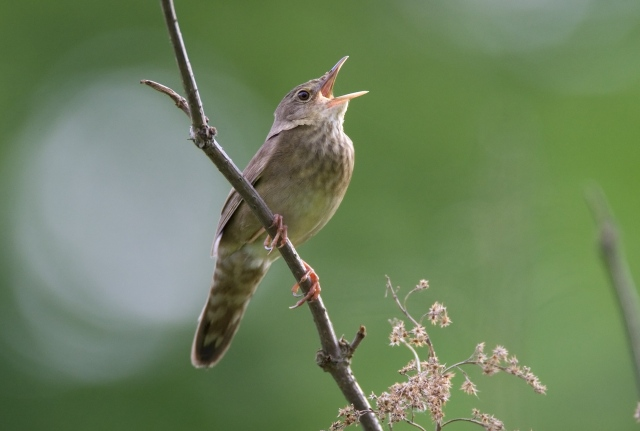
Strumieniówkę trudniej zobaczyć, niż usłyszeć jej śpiew

### Rozmiary
długość ciałaok. 13 cm
rozpiętość skrzydełok. 19–22 cm

### Masa ciała
ok. 16–18 g

### Głos
Wabi szorstkimi, pojedynczymi, wznoszącymi się sylabami „czik” lub „crr”, alarmuje „dżi-giri-girit”. Śpiew to potok szybkich, rytmicznie powtarzanych, dobrze rozróżnialnych zgłosek, brzmiących jak „ciz-ciz-ciz-...”. Strofy mogą być długie lub też krótsze. Przypomina szybkie strzyżenie nożyczkami, szybkiego piłowania lub odgłos szybko pracującej maszyny do szycia. Zawołanie „drr drr” ma charakter ostrzegawczy, a przy zaskoczeniu krótkie „czek”. W czasie wykonywania pieśni godowej siedzi zwykle wysoko na gałązce krzewu lub drzewa, wyżej niż inne ptaki z rodzaju Locustella, zwykle na wysokości 2–5 m, w nocy niżej niż w dzień. Kiedy samiec śpiewa, porusza się jedynie jego wibrujące gardło, więc w tym bezruchu trudno go zauważyć. Odgłos jest głośny – roznosi się nie tylko w dzień, ale i w nocy aż do rozpoczęcia wysiadywania jaj. Świergot nie trwa jednak tak długo jak w wykonaniu świerszczaka i jego tempo jest znacznie wolniejsze, nie ma też treli. Poza okresem lęgowym rzadko się odzywa. Gdy piosenka się kończy, samiec zlatuje na ziemię i znika w gęstej roślinności.

### Zachowanie
Skryta w leśnych zaroślach, łatwa do wykrycia jedynie po śpiewie. Lata niechętnie, zwykle przebywa w gęstym podszycie, chodząc pieszo. W razie zaniepokojenia nie odlatuje, ale ukrywa się w gęstwinie krzewów i zielnej roślinności. Rusza się tam z dużą zwinnością, co z daleka przypomina zachowanie myszy, a nie ptaka.

## Środowisko
Zasiedla najczęściej gęsto porośnięte tereny wzdłuż rzek i strumieni z dużą ilością leśnej roślinności zielnej i krzewiastej, która musi z jednej strony zapewniać ukrycie, a z drugiej wystarczającą ilość miejsca do poruszania się po ziemi. Spotykana też nad jeziorami i starorzeczami. Ponadto potrzebuje krzewów i drzew jako miejsc do śpiewania. Występuje więc w wilgotnych lasach na nizinach z gęstym podszytem: olsach i łęgach topolowych, wierzbowych i olszowych, w wikliniskach ze starszymi drzewami, a także na zalesionych mokradłach, łąkach, terenach ruderalnych, rozległych trzcinowiskach, torfowiskach, innych terenach nadrzecznych oraz mokrych zadrzewieniach typu parkowego. Niekiedy zamieszkuje też zadrzewienia śródpolne nad strumieniami czy rowami. Ważne jest dla niej, by schronić się w zaroślach przed spojrzeniem drapieżników od góry oraz by na ziemi było dostatecznie dużo miejsca do poruszania.

## Pożywienie
Różne stawonogi, jak owady i ich larwy, oraz ślimaki.

## Lęgi
Wyprowadza jeden lęg w roku (czasem dwa), w maju, zaraz po przylocie na miejsca lęgowe. Okres lęgowy trwa do lipca. Terytoria gniazdowe strumieniówek nie są duże – sięgają zwykle tylko 50 m od gniazda. Strumieniówki wykładają je miękką trawą, a czasem i włosiem.

### Gniazdo
Na ziemi lub w kępie traw tuż nad nią (do 30 cm), zwykle niedaleko krzewu pod osłoną roślinności. Najprawdopodobniej budowane tylko przez samicę. Niezbyt starannie zbudowana czarka z suchych źdźbeł traw, turzyc, liści drzew i mchu.

### Jaja i wysiadywanie

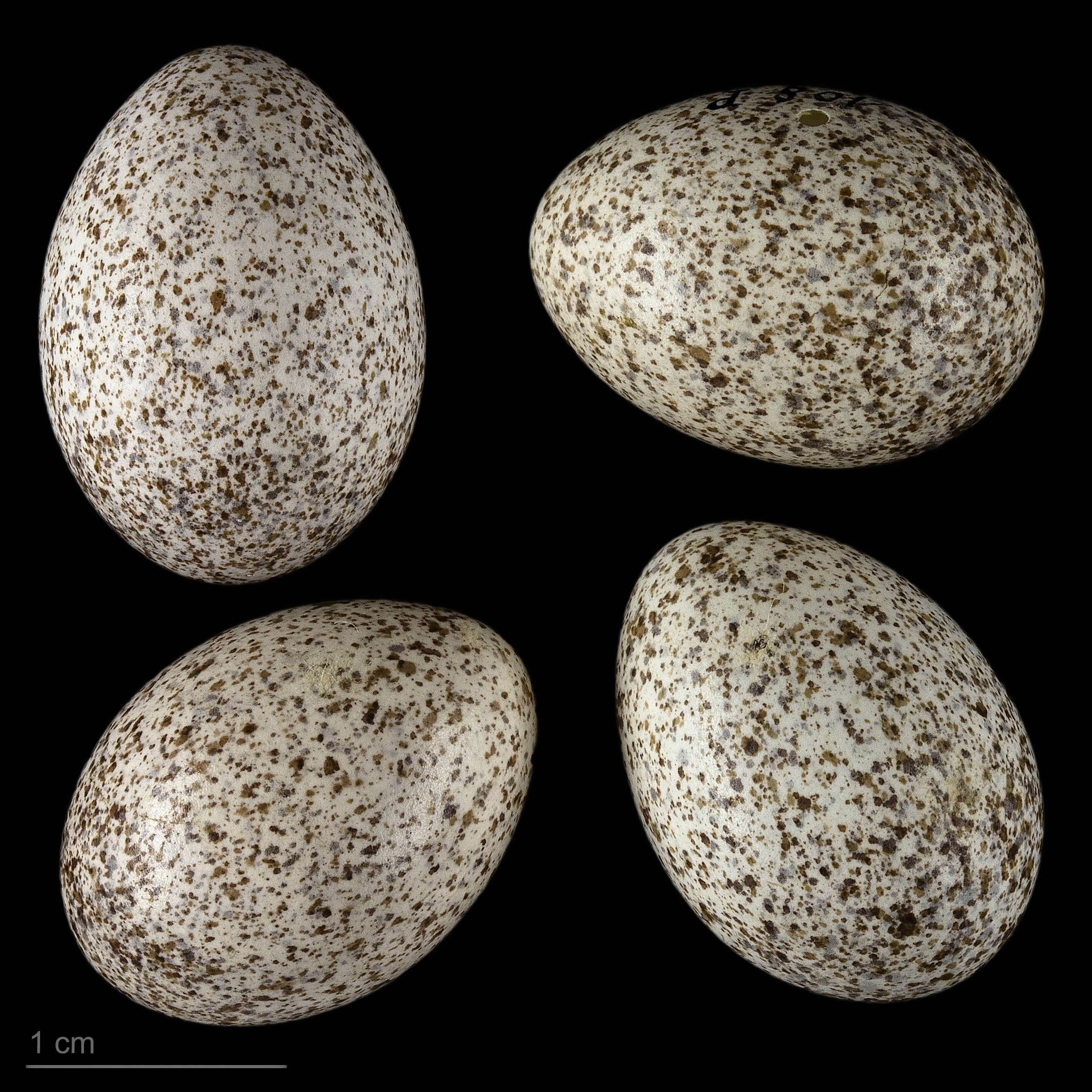
Locustella fluviatilis

Samica na początku czerwca składa 5–7 białawych jaj z gęstym rdzawym plamkowaniem, które następnie sama wysiaduje przez ok. 11–12 dni.

### Pisklęta
Po wykluciu się młodych samiec włącza się do opieki nad nimi. Oboje rodzice przynoszą im do zjedzenia owady i inne bezkręgowce. Pisklęta, gniazdowniki, opuszczają gniazdo po 11–12 dniach, choć poza nim są jeszcze dość mało samodzielne. Jednak rodzice dokarmiają je jeszcze przez ok. 2 tygodnie. Zanim nauczą się latać, ukrywają się w gęstwinie i przywołują rodziców nieustannym pogwizdywaniem. Potrzeba ingerencji dorosłych ptaków w dokończenie wychowywania młodych sprawia, że często wyprowadzają tylko jeden lęg, a nie 2 jak ma to miejsce u świerszczaka.

## Status i ochrona
Międzynarodowa Unia Ochrony Przyrody (IUCN) uznaje strumieniówkę za gatunek najmniejszej troski (LC – Least Concern) nieprzerwanie od 1988 roku. Liczebność światowej populacji, wstępnie obliczona w oparciu o szacunki organizacji BirdLife International dla Europy z 2015 roku, mieści się w przedziale 5–14 milionów dorosłych osobników. Globalny trend liczebności populacji uznawany jest za spadkowy.
Na terenie Polski strumieniówka jest objęta ścisłą ochroną gatunkową. Na Czerwonej liście ptaków Polski została sklasyfikowana jako gatunek najmniejszej troski (LC).